# ISO 3166-2:AI
ISO 3166-2:AI és el subconjunt per a Anguilla de l'estàndard ISO 3166-2, publicat per l'Organització Internacional per Estandardització (ISO) que defineix els codis de les principals subdivisions administratives.
Actualment Anguila no té cap divisió territorial que conformi el seu codi ISO 3166-2.
De forma oficial per a Anguila el codi ISO 3166-1 alfa-2 és AI